# 1292 Luce
1292 Luce este un asteroid din centura principală, descoperit pe 17 septembrie 1933, de Fernand Rigaux.